# Anders Holmberg (journalist)
Stig Anders Holmberg, född 3 februari 1971, är en svensk journalist. Han arbetade 18 år på Sveriges Radio, bland annat som programledare för Studio Ett och P1-morgon samt som intervjuare i Ekots lördagsintervju. 2012 började han på Sveriges television, där han varit programledare för Aktuellt, Gomorron Sverige och från 2014 Agenda. År 2020 lämnade han Agenda för att leda det nya intervjuprogrammet 30 minuter i SVT.